# OOPSLA
Die OOPSLA (Object-Oriented Programming, Systems, Languages, and Applications) ist eine jährlich stattfindende wissenschaftliche Konferenz der Association for Computing Machinery (ACM). Die OOPSLA findet hauptsächlich in den Vereinigten Staaten statt, während die Schwesterkonferenz der OOPSLA, ECOOP, typischerweise in Europa abgehalten wird. Sie wird von der ACM-Themengruppe SIGPLAN, der Special Interest Group for Programming Languages durchgeführt.
Die erste OOPSLA-Tagung wurde 1986 in Portland abgehalten. Seit 2010 findet sie im Rahmen der SPLASH-Konferenz (Systems, Programming, Languages and Applications: Software for Humanity) statt.

## Geschichte
1985 beschloss eine Gruppe von vier Pionieren der objektorientierten Programmierung, eine nordamerikanische Konferenz über objektorientierte Programmiersysteme zu planen und zu organisieren. Die Gruppe war Adele Goldberg, Tom Love, David Smith und Allen Wirfs-Brock, und die Konferenz war OOPSLA – Object-Oriented Programming, Systems, Languages, and Applications (Objektorientierte Programmierung, Systeme, Sprachen und Anwendungen). Die erste OOPSLA fand im November 1986 im Marriott Hotel in Portland, Oregon, statt. Rund 600 Personen nahmen teil, etwa 50 Vorträge wurden gehalten, und die Teilnehmer erfuhren von Smalltalk, Lisp, Flavors, CommonLoops, Emerald, Trellis/Owl, Mach, Prolog, ABCL / 1, Prototypen und verteilte / gleichzeitige Programmierung von Leuten wie Danny Bobrow, Gregor Kiczales, Rick Rashid, Andrew Black, Dave Ungar, Henry Liebermann, Ralph Johnson, Dan Ingalls, Ward Cunningham, Kent Beck, Ivar Jacobson und Bertrand Meyer.
Diese Palette von Themen und Forschern gab den Ausschlag für die Konferenz, die zum Forum für Softwareentwicklungen der letzten Jahrzehnte wurde. OOPSLA war der Inkubator u. a. für CRC-Karten, CLOS, Entwurfsmuster, Self, die agilen Methoden, serviceorientierte Architekturen, Wikis, Unified Modeling Language (UML), testgetriebenes Design (TDD), Refactoring, Java, dynamische Kompilierung und Aspektorientierte Programmierung. 
Gegen Ende der 1990er Jahre – im Gefolge der Erfolge von Smalltalk und Java im Business und C++ im Engineering – entwickelte sich OOPSLA weg von einer Konferenz mit hauptsächlichem Schwerpunkt auf OO-Themen hin zu einer, die auf die Probleme einer Veränderung der Computerwelt aufmerksam machte. Die Entwicklung neuer Techniken und Technologien sowie die Erweiterung der Theorie stehen seitdem mehr im Fokus.
| Jahr | Veranstaltungsort                               | Tagungsvorsitz                  | Programmvorsitz        |
| ---- | ----------------------------------------------- | ------------------------------- | ---------------------- |
| 2019 | Athen, Griechenland                             |                                 |                        |
| 2018 | Boston, Massachusetts, USA                      |                                 |                        |
| 2017 | Vancouver, British Columbia, Kanada             | Gail Murphy                     | Jonathan Aldrich       |
| 2016 | Amsterdam, Niederlande                          | Eelco Visser                    | Yannis Smaragdakis     |
| 2015 | Pittsburgh, Pennsylvania, USA                   | Jonathan Aldrich                | Patrick Eugster        |
| 2014 | Portland, Oregon, USA                           | Andrew Black                    | Todd Millstein         |
| 2013 | Indianapolis, Indiana, USA                      | Antony Hosking, Patrick Eugster | Cristina V. Lopes      |
| 2012 | Tucson, Arizona, USA                            | Gary T. Leavens                 | Matthew B. Dwyer       |
| 2011 | Portland, Oregon, USA                           | Cristina V. Lopes               | Kathleen Fisher        |
| 2010 | Reno, Nevada, USA                               | William R. Cook                 | Martin Rinard          |
| 2009 | Orlando, Florida, USA                           | Shail Arora                     | Gary T. Leavens        |
| 2008 | Nashville, Tennessee, USA                       | Gail E. Harris                  | Gregor Kiczales        |
| 2007 | Montreal, Quebec, Kanada                        | Richard P. Gabriel              | David Bacon            |
| 2006 | Portland, Oregon, USA                           | Peri Tarr                       | William R. Cook        |
| 2005 | San Diego, Kalifornien, USA                     | Ralph Johnson                   | Richard P. Gabriel     |
| 2004 | Vancouver, British Columbia, Kanada             | John Vlissides                  | Doug Schmidt           |
| 2003 | Anaheim, Kalifornien, USA                       | Ron Crocker                     | Guy L. Steele, Jr.     |
| 2002 | Seattle, Washington, USA                        | Mamdouh Ibrahim                 | Satoshi Matsuoka       |
| 2001 | Tampa Bay, Florida, USA                         | Linda Northrop                  | John Vlissides         |
| 2000 | Minneapolis, Minnesota, USA                     | Mary Beth Rosson                | Doug Lea               |
| 1999 | Denver, Colorado, USA                           | Brent Hailpern                  | Linda Northrop         |
| 1998 | Vancouver, British Columbia, Kanada             | Bjorn Freeman-Benson            | Craig Chambers         |
| 1997 | Atlanta, Georgia, USA                           | Mary Loomis                     | Toby Bloom             |
| 1996 | San José, Kalifornien, USA                      | Lougie Anderson                 | James Coplien          |
| 1995 | Austin, Texas, USA                              | Rebecca J. Wirfs-Brock          | Mary Loomis            |
| 1994 | Portland, Oregon, USA                           | Jeff McKenna                    | J. Eliot B. Moss       |
| 1993 | Washington, D.C., USA                           | Timlynn Babitsky, Jim Salmons   | Ralph Johnson          |
| 1992 | Vancouver, British Columbia, Kanada             | John Pugh                       | Rebecca J. Wirfs-Brock |
| 1991 | Phoenix, Arizona, USA                           | John Richards                   | Alan Snyder            |
| 1990 | Ottawa, Ontario, Kanada (co-located with ECOOP) | David A. Thomas, Pierre Cointe  | Akinori Yonezawa       |
| 1989 | New Orleans, Louisiana, USA                     | George Bosworth                 | Kent Beck              |
| 1988 | San Diego, Kalifornien, USA                     | Alan Otis, Larry Tesler         | Kurt Shmucker          |
| 1987 | Orlando, Florida, USA                           | Adele Goldberg, Chet Wisinski   | Jerry L. Archibald     |
| 1986 | Portland, Oregon, USA                           | Daniel G. Bobrow, Alan Purdy    | Dan Ingalls            |